# 蒂尼卡縣 (密西西比州)
蒂尼卡縣（英語：Tunica County）是美國密西西比州西北部的一個縣，北、西隔密西西比河與阿肯色州相望。面積1,245平方公里。根据美國2000年人口普查，共有人口9,227人。縣治蒂尼卡（Tunica）。
成立於1836年2月9日。縣名來自蒂尼卡人。